# Zorzines hainanensis
Zorzines hainanensis är en fjärilsart som beskrevs av Inoue 1992. Zorzines hainanensis ingår i släktet Zorzines och familjen nattflyn. Inga underarter finns listade i Catalogue of Life.